# Мелхіседек

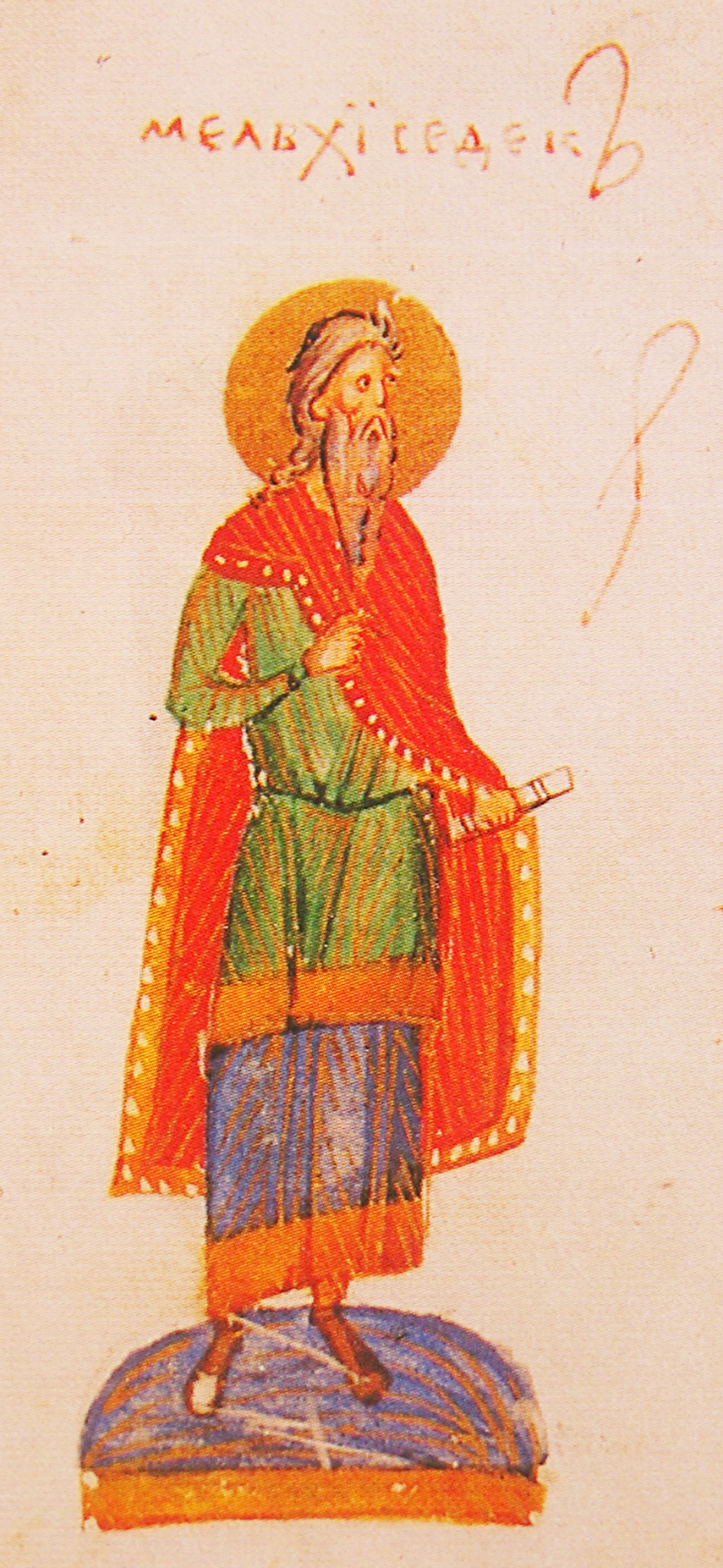
Зображення Мелхіседека у Київському Псалтирі (1397).

Мелхіседек, Мелхиседек (івр. מַלְכִּי-צֶדֶק, Milkī-Ṣadqū; цар справедливості), персонаж Біблії (1 М. 14:18)— цар Саліма, первосвященник.

## Старий Завіт
У Старому Завіті Мелхиседек згадується у Книзі Буття 1 М. 14:18 та Псалмів Пс. 109:4 та ін.
Отже, після повернення Авраама з відбитими у чотирьох переможених східних царів людьми і майном, Мелхіседек вийшов йому назустріч з хлібом і вином, благословив його і прийняв від нього десяту частину всього відібраного у ворога добра. Перебуванням його було місто Єрусалим. Його священство визнавалося не тільки Авраамом, але також і тими особами, з майна яких йому була дана десятина.

## Новий Завіт
У Посланні до Євреїв (розд 5-7) проаналізована постать Мелхіседека.
За Посланням, Мелхіседек був дуже популярним (Євр. 7:1). У нього не було ні земного батька, ні матері, ні предків, у життя його немає ні початку, ні кінця. Уподібнений Сину Божому, він залишається священником назавжди (Євр. 7:3). У іконографії використовується образ «Великий Архієрей Ісус Христос», як один з варіантів зображення Христа Первосвященика, в основі якого лежить текст: «Поклявся Господь, і не буде жаліти: Ти священник навіки за чином Мелхиседековим.» (Пс. 109:4).
Послання до Євреїв називає Ісуса Христа « Ти — священник навіки за чином Мелхиседека» та пов'язує з цією інтерпретацією власну сотеріологію.
У Посланні інтерпретується благословення та оплата десятини Авраамом Мелхіседеку, як його підпорядкування Мелхіседеку і таким чином підпорядкування Старого Союзу Новому Союзові. Отже після написання Послання знаходить виповнення сказане і у Пс. 109:4:
- Священство Ісуса Христа вічне.
- Мельхіседек не успадкував своє священство, так і не названі його спадкоємці. Священство Ісуса Христа також триватиме вічно, оскільки Він сам вічний.
- Таїнство Євхаристії встановлена Ісусом Христом на спомин його смерті і воскресіння святкується хлібом і вином «за чином Мельхіседека» (порівняння — Бут. 14:18).
- Авраам, який добровільно підпорядковується Мельхіседеку, розглядається як втілення всіх ізраелітів, включно із левітами та їхнього священства, що стає також підпорядковане священству Ісуса Христа. Священства, яке базується на певному походженні більше не існує, оскільки Христос є первосвященником, то всі християни можуть прямо вступити до святині через його тіло (Євр. 10:19—22).

## Апокрифи Старого Завіту
Апокрифічна Книга Еноха, написана в І ст. після Р.Хр., але до появи Послання до Євреїв. У цій книзі велика частина оповіді стосується особи Мелхіседека. У книзі говориться про батьків Мелхіседека — Ніра (батько) та Софоніму (мати). Нір був священником, встановленим перед смертю Матусаїлом (згадується в книзі Буття), який був обраний на священника народом, а не Богом. Софоніма зачала дитину в глибокій старості без участі чоловіка. Чоловік не вірить своїй дружині, що вона не згрішила з кимось і так зачала. Він хоче її вигнати. Вона за першим разом відкидає обвинувачення, а коли чоловік їй не вірить і знову її виганяє, то Софоніма помирає перед ним. Нір разом із своїм братом Ноєм готують все до похорону, але коли вони повернулися, щоб швидко і таємно поховати тіло Софоніми, то побачили, що мертва народила дитину. І ця дитина від народження мала на грудях печать священства. Її назвали Мелхіседеком. Батько, в молитві до Бога, стверджує: «Мелхіседек буде головою священників іншого роду». Знаючи, що його — Ніра — священство немає Божого походження, а тут народилося дитя зі священицькою печаттю, він відразу відмовляється від свого священства, щоб дати місце священнику від Бога. Коли ж дитині виповнилося 40 днів, то Богом був посланий архангел Михаїл, щоб забрав Мелхіседека до райського Едему, бо людський рід був дуже грішним і злим. А з нього підійметься інший рід і Мелхіседек буде головним священником того роду. Книга закінчується на цьому місці, а деякі рукописи додають до цього опис потопу, з якого спасеться лише Ной, брат Ніра, зі своєю сім'єю. З цієї книги видно, що фігура Мелхіседека мала характеристики небесної істоти, бо коли він знову появиться в історії Авраама, то він не буде мати родоводу, бо прийде з райського Едену, де перебував після свого народження ще до вселенського потопу.

## Рукописи Кумрану
Рукопис 11QMelch (або 11Q13) датується другою половиною І ст. до н. е. Як вказує скорочення, рукопис було віднайдено в 11 печері біля Кумрана (Ізраїль) та, гіпотетично, пов'язується з рухом есенів, що знаходилися в опозиції до єрусалимського храму та священства. У цьому документі Мелхіседек (івр. מלכי צדק — mlkj ṣdq)) описаний як есхатологічний суддя (пор. Пс. 7:8—9, Пс. 82:1—2), тобто перед «кінцем світу» Мелхіседек боротиметься з Веліалом та його слугами. Він виконує функції князя світла, про якого досить багато говориться в інших рукописах, віднайдених в печерах Кумрану. Також він подібний у своїх завданнях до архангела Михаїла, а тому Мелхіседек сприймається як ангельська фігура, небесна істота. Мелхіседек виконає Божу помсту над синами Веліала з допомогою Божих ангелів. У той день він буде понад усіма Божими синами. І він матиме владу забрати й простити гріхи народу, провини синів світла.

## Художня література

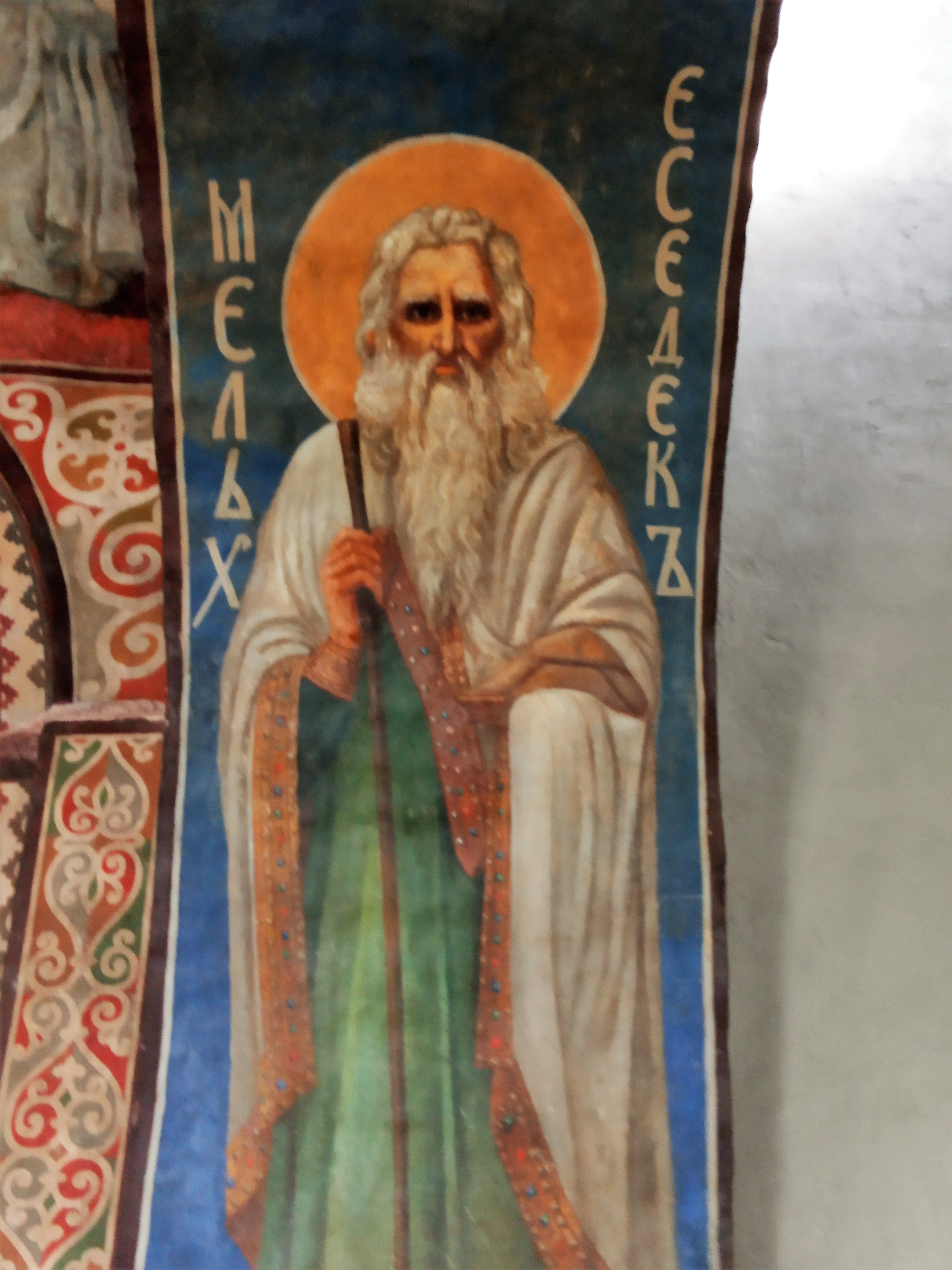
Мельхіседек. Фреска ХІХ ст.

Ім'я Мелхіседек зустрічається у Декамероні Джованні Бокаччо, у романі Алхімік — Пауло Коельйо.